# Antonio Carlos Rodrigues
Antonio Carlos Rodrigues (São Paulo, 17 de maio de 1950) é um político brasileiro. É deputado federal por São Paulo.
Foi ministro dos Transportes durante o segundo governo de Dilma Rousseff. Foi senador da República pelo Estado de São Paulo entre 2012 e 2014. Entre 2001 e 2012, foi vereador de São Paulo, tendo sido o único a ocupar por quatro anos consecutivos a Presidência da Câmara Municipal.
Em 31 de julho de 2025, foi expulso pelo presidente do Partido Liberal (PL), Valdemar Costa Neto, após elogiar o ministro do Supremo Tribunal Federal (STF), Alexandre de Moraes, e criticar Donald Trump por sancionar Moraes com a lei Magnitsky.

## Biografia
Formado em direito, Antonio Carlos Rodrigues começou sua vida pública em 1978, aos 28 anos, como assistente de diretoria na Companhia de Saneamento Básico do Estado de São Paulo - Sabesp. Nos anos seguintes, exerceu os cargos de Procurador, Secretário Parlamentar, Assessor Parlamentar e Chefe de Gabinete da Presidência na Assembleia Legislativa do Estado de São Paulo.
Também integrou o Conselho Administrativo da Companhia do Metropolitano de São Paulo - Metrô, foi Secretário Adjunto da Secretaria de Esportes e Turismo do Estado de São Paulo, diretor-presidente da EMTU – Empresa Metropolitana de Transportes Urbanos de São Paulo e Secretário de Serviços Públicos da Prefeitura de Guarulhos, de onde se afastou para se candidatar a vereador em São Paulo.
Foi eleito vereador em 2000 e assumiu o seu primeiro mandato na Câmara Municipal de São Paulo em 1º de janeiro de 2001. Foi reeleito por três vezes consecutivas, em 2004, 2008 e 2012.
Primeiro suplente da senadora pelo PT de São Paulo Marta Suplicy, eleita em 2010, assumiu o mandato no Senado em outubro de 2012, após a petista se licenciar do Legislativo para comandar o Ministério da Cultura. Permaneceu no cargo até novembro de 2014, quando Marta retornou ao Senado.
Em 29 de dezembro de 2014, foi anunciado pela presidente da República Dilma Rousseff como o novo ministro dos Transportes, tendo sido empossado no dia 1º de janeiro de 2015.

### Senado Federal
No Senado, Antonio Carlos Rodrigues integrou o Bloco Parlamentar União e Força, composta por senadores do PR, PTB, PSC e PPL. A bancada era a 3ª maior do Senado e foi um braço de apoio do governo da presidente Dilma Rousseff no Congresso Nacional. No início de 2013, foi designado integrante da Procuradoria Parlamentar e do Conselho de Ética e Decoro Parlamentar do Senado.

#### PLS 420/2012
No dia 10 de abril de 2013, a Comissão de Assuntos Sociais (CAS) aprovou, por unanimidade, o PLS 420/2012, primeiro projeto de lei apresentado por Antonio Carlos Rodrigues no Senado. A proposta propõe mudança nas bulas de remédios, estabelecendo que elas sejam escritas em linguagem simples e acessível, sendo disponibilizadas em sites na internet e também em versões em braile e caracteres aumentados, para atender a necessidade dos deficientes visuais.

#### RevistaVeja
Foi um dos senadores da lista “ranking do progresso”, da revista Veja, que reúne os parlamentares que "mais trabalharam em 2013 por um país moderno e competitivo". Foi o senador mais bem colocado do Estado de São Paulo. No ranking geral, ocupou a 12ª posição.
O ranking dos parlamentares é feito anualmente pela Revista Veja desde 2011, com a colaboração do Núcleo de Estudos sobre o Congresso (Necon), do Instituto de Estudos Sociais e Políticos da Universidade do Estado do Rio de Janeiro (Iesp-Uerj).

### Câmara Municipal de São Paulo
Antonio Carlos Rodrigues foi eleito vereador de São Paulo pela primeira vez em 2000 e reeleito por três vezes consecutivas. 
Ele assumiu o seu primeiro mandato na Câmara em 1º de janeiro de 2001. Em 2004, foi reeleito como um dos dez mais votados para a 14.ª Legislatura. Em 2007, foi eleito Presidente da Câmara, cargo que ocupou até o final de 2010. Em 2012, foi eleito para o seu quarto mandato, tendo sido o sexto candidato mais votado da cidade.
Foi o único vereador a ocupar por quatro anos consecutivos a Presidência da Casa, isso só foi possível porque foram dois anos em cada legislatura.

### Ministério dos Transportes
Foi anunciado em 29 de dezembro de 2014 como o novo ministro dos Transportes, tendo sido empossado pela presidente Dilma Rousseff no dia 1º de janeiro de 2015. Em cerimônia no dia 5 de janeiro de 2015, Antonio Carlos Rodrigues recebeu de seu antecessor, Paulo Sérgio Passos, o comando da Pasta. Permaneceu no cargo até o dia do afastamento de Dilma pelo Senado Federal, em 12 de maio de 2016.

### Deputado Federal
Em outubro de 2022 se elegeu deputado federal por São Paulo, com 73.054 votos.

## Operação Caixa d'água
No dia 22 de novembro de 2017, em uma ação da Polícia Federal no âmbito da Operação Caixa D'Água que investiga crimes eleitorais, foi decretada a prisão temporária de Antonio Carlos Rodrigues. Ele não foi encontrado. No mesmo dia, também foi decretada a prisão de dois ex-governadores do Rio de Janeiro, Anthony Garotinho e Rosinha Garotinho. A ação apura os crimes na prestação das contas eleitorais. Antonio Carlos foi preso somente no dia 28, quando entregou-se à Polícia Federal em Brasília após ficar uma semana foragido. Mais tarde, foi descoberto que Antonio Carlos esteve na sede de seu partido, o Partido da República (PR), e num apartamento funcional da Câmara dos Deputados durante o período em que esteve foragido.
No dia 30, foi transferido para a Cadeia Pública José Frederico Marques, situada na cidade do Rio de Janeiro, onde encontravam-se presos várias figuras da política fluminense na época. No mês de dezembro, o ministro Gilmar Mendes, do Tribunal Superior Eleitoral (TSE), revogou a prisão de Antonio Carlos, alegando que o decreto de prisão preventiva tratava-se de “ilação incompatível com a regra constitucional da liberdade de ir e vir de cada cidadão, em decorrência lógica da presunção de inocência”. Anteriormente, os desembargadores do Tribunal Regional Eleitoral do Rio de Janeiro (TRE-RJ) haviam negado habeas corpus ao ex-ministro dos Transportes. Os advogados que representavam a defesa do político ressaltaram em nota que sempre acreditaram que as Cortes Superiores iriam reverter a decisão do juiz Glaucenir de Oliveira e que confiam que seja reconhecida a inocência de Antonio Carlos.
Em 3 de maio de 2018, o Plenário do Tribunal Superior Eleitoral (TSE) confirmou, por unanimidade, a decisão que colocou em liberdade o ex-ministro.

### Ação suspensa pelo STF
Em 22 de junho de 2018, o ministro Dias Toffoli, do Supremo Tribunal Federal, deferiu liminar para suspender o andamento de ação penal contra o ex-ministro. Toffoli verificou "a plausibilidade da alegação de defesa" de Antonio Carlos Rodrigues, no sentido da incompetência da Justiça Eleitoral de Campos dos Goytacazes (RJ) para julgar o caso.
De acordo com o pedido atendido por Toffoli, Antonio Carlos Rodrigues “em momento algum se encaixa no pretenso conluio criminoso investigado, muito menos de forma livre e consciente”, e “foi indevidamente enquadrado como membro participante da suposta organização criminosa”.

### Encerramento da ação
No dia 8 de novembro de 2023, o Tribunal Superior Eleitoral concedeu habeas corpus determinando o trancamento imediato da ação penal contra Antonio Carlos Rodrigues.
Em sua sustentação, a defesa do deputado argumentou, entre outros, que não constavam, na ação, um só ato, palavra ou parágrafo indicando sua “autoria, participação, ciência ou mera aquiescência”.
Na decisão pelo habeas corpus, o ministro Benedito Gonçalves, relator do caso no TSE, concluiu que a denúncia não continha exposição de fato criminoso contra Antonio Carlos Rodrigues.

## Controvérsias

### Fraude no Painel Eletrônico da Câmara de Vereadores
Em 4 de julho de 2012, Antonio Carlos Rodrigues e dezesseis outros vereadores da cidade de São Paulo foram acusados em reportagem do jornal O Estado de S. Paulo de fraudar o painel eletrônico da Câmara Municipal de São Paulo. Em sua defesa, Antonio Carlos afirmou que havia marcado presença no terminal ao lado do elevador, o que na época era permitido, e após o episódio o terminal de registro de presença foi removido.